# Weyns dykare
Weyns dykare (Cephalophus weynsi) är en däggdjursart som beskrevs av Thomas 1901. Den ingår i släktet skogsdykare, och familjen slidhornsdjur. IUCN kategoriserar arten globalt som livskraftig. Inga underarter finns listade.
Weyns dykare finns i stora delar av centrala Afrika.